# Bertil Risberg
Sven Erland Bertil Risberg, född den 8 januari 1907 i Revsunds församling, Jämtlands län, död den 12 september 1988 i Grytnäs församling, Kopparbergs län, var en svensk lärare och kyrkomusiker. Han var bror till Gustaf och Sten Risberg samt far till Sten-Bertil Risberg.
Risberg avlade folkskollärarexamen i Härnösand 1929 och organist- och kyrkosångarexamen 1929. Han blev folkskollärare på Frösön 1929, i Östersund 1930, folkskollärare och kantor i Attmar 1931 och i Sveg 1933. Risberg var rektor för Svegs yrkesskola 1945–1947 och 1958–1962, inspektör för Härjedalens och södra Jämtlands folkbildningskursförening 1956–1964 (föreståndare där 1937–1946) samt föreståndare för omskolningskurs i Sveg 1960–1965. Bland övriga uppdrag bör nämnas att han var vice ordförande i Jämtlands läns kyrkomusikerförening 1955–1965 och i Jämtlands läns körförbund 1950–1963. Risberg var ledamot av kommunalfullmäktige i Svegs landskommun 1947–1966 och styrelseledamot i Norrlandsförbundet 1952–1964. Han publicerade Jämtland – Härjedalen, två fjällandskap (tillsammans med Lennart Alenius, 1961).